# عوفير ليبشتاين
عوفير ليبشتاين (بالعبرية: אופיר ליבשטיין؛ 1973 - 7 أكتوبر 2023) كان سياسياً إسرائيلياً. شغل منصب رئيس مجلس سَعْرَة النقب الإقليمي من 2018 إلى 2023. قُتل ليبشتاين في عملية طوفان الأقصى في 7 أكتوبر 2023.

## مسيرته
ولد ليبشتاين في إيلات، حيث عاش والديه هناك بسبب خدمة والده العسكرية. عاد والديه إلى كفار نيتر [الإنجليزية] وهو في سن الرابعة، حيث عاشوا من قبل. وفي النهاية انتقلوا إلى كفار عزة. درس ليبشتاين في إحدى مدارس منظمة فيتسو. وخدم في الجيش الإسرائيلي كمسعف وكمدرس في الهيئة الطبية. شارك في إنشاء مواقع التجارة الإلكترونية.
عُين ليبشتاين رئيساً لاتحاد صناعات الكيبوتسات في 2017، وكان يهدف إلى إنشاء المزيد من صناعة تكنولوجيا المعلومات في الكيبوتسات. انتُخب ليبشتاين رئيساً لمجلس سَعْرَة النقب الإقليمي في 2018، متغلباً على نيرا شباك بأغلبية 68.31%. وكان أيضاً رئيساً لشركة هابونيم درور [الإنجليزية].

## حياته الشخصية ومقتله
تزوج ليبشتاين من فيريد وأنجبا أربعة أطفال.
قُتل ليبشتاين على يد مسلحي حماس خلال عملية طوفان الأقصى في 7 أكتوبر 2023. كما قُتل ابنه نيتسان البالغ من العمر 19 عاماً في ذلك اليوم في الهجوم على كفار عزة، واعتبر مفقوداً حتى عُثر على جثته بعد 12 يوماً.